# Morue au pil pil
 (janvier 2016).
- Si vous ne connaissez pas le sujet, laissez ce bandeau (vous pouvez alors contacter les auteurs).
- Si vous supprimez le contenu mis en cause (vous pouvez préalablement contacter les auteurs),

argumentez précisément cette suppression dans la page de discussion
(un manque de référence n'est pas un argument ; une recherche réelle de référence doit avoir été effectuée, être formellement documentée).

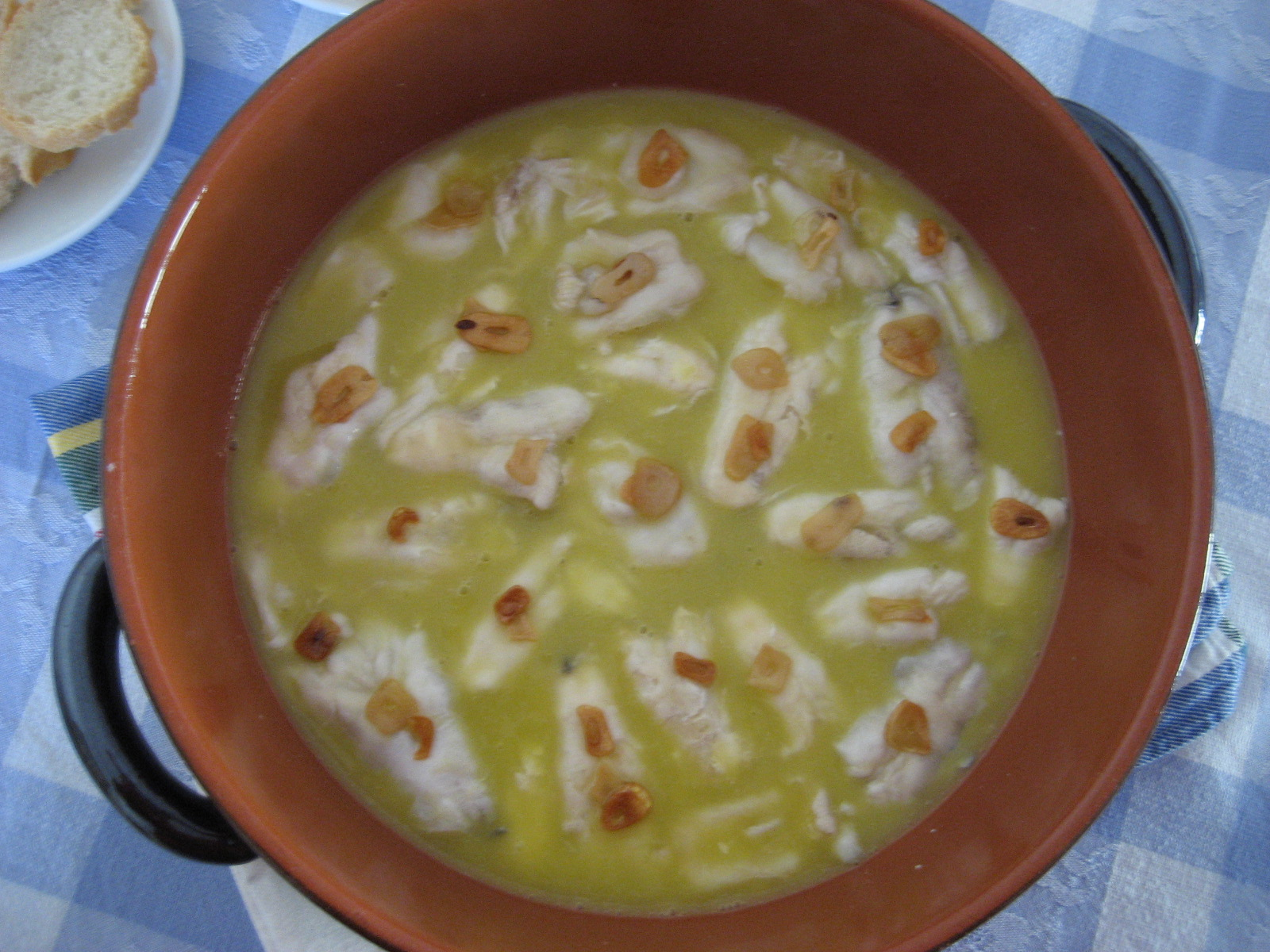
Morue au pil pil.

La morue au pil pil (bakailaoa pil pilean en basque ou bacalao al pil pil en espagnol) est un plat traditionnel du Pays basque et plus spécialement de la Biscaye.
Il est élaboré avec quatre ingrédients essentiels :
- la morue (bacalao en espagnol)
- l'huile d'olive
- l'ail
- piment (pil pil)

Généralement, il est élaboré puis servi chaud dans une cassolette (plat en terre cuite).

## Caractéristiques
Pour le réaliser, l'ingrédient principal est la morue (ou cabillaud). Si on utilise de la morue salée, il faudra la dessaler la veille. La morue est un poisson peu gras et riche en protéines.
Les autres ingrédients sont l'huile d'olive, l'ail et le piment. L'huile d'olive est utilisée pour élaborer la sauce qui accompagne le plat et qui aide à former l'émulsion avec la gélatine contenue dans le poisson.

## Préparation
Dans la terrine, faire revenir l'ail dans l'huile d'olive sur feu moyen. Une fois l'ail doré, on ajoute les piments.
On réserve le tout puis on place la morue, qui doit cuire à feu doux environ 15 min en remuant de manière énergique et rotatoire. Ainsi, la gélatine de la morue est libérée. On ajoute ensuite petit à petit l'huile qui a servi à cuire l'ail et les piments, de manière à réaliser la sauce à la façon d'une mayonnaise (émulsion entre la gélatine et l'huile). Ainsi, on obtient la sauce caractéristique verte de la morue au pil pil.
L'onomatopée « pil pil » viendrait du mouvement rotatif nécessaire à son élaboration.

## Polémique
Il existe une polémique parmi les cuisiniers. La polémique porte sur la façon de cuire la morue. Pour les uns, la morue est disposée la peau vers le haut pendant 5 min puis on la retourne pour faire le mouvement rotatoire du pil pil. Pour les autres, au contraire, la morue est disposée la peau en bas lors de la première phase et le pil pil se fait ensuite avec la peau vers le haut.
Cette polémique porte en fait sur la meilleure façon de sortir la gélatine du poisson afin de réaliser l'émulsion caractéristique du plat.

## Valeurs nutritives
Le plat est assez calorique. La morue étant salée, il n'est pas nécessaire d'ajouter du sel à la préparation.